# Johann Heinrich Egli
Johann Heinrich Egli (Seegräben, Zúric, 1742 - Zuric, 1810) fou un músic suís que passà tota la seva vida dedicat a la composició de cants religiosos que foren popular a Suïssa, i era considerat com un dels millors compositors del seu país. Als quinze anys començà estudiar la música sota la direcció de Schmiedli, pastor de Wetxikon, i tres anys després ja estava emprat com a músic en una església. Deixà escrites multitud d'obres de música religiosa amb lletra de Klopatock, Geliert, Lavater i Cramer, cants populars, odes, una marxa militar arranjada per a piano, etc.